# Calliephialtes braconoides
Calliephialtes braconoides är en stekelart som först beskrevs av Maximilian Spinola 1851.  Calliephialtes braconoides ingår i släktet Calliephialtes och familjen brokparasitsteklar. Inga underarter finns listade.